# Galatheanthemum
Galatheanthemum är ett släkte av koralldjur. Galatheanthemum ingår i familjen Galatheanthemidae.
Galatheanthemum är enda släktet i familjen Galatheanthemidae.
Kladogram enligt Catalogue of Life:
| Galatheanthemum | \| \| Galatheanthemum hadale \| \| \| \| \| \| Galatheanthemum profundale \| \| \| \| |
|                 | \| \| Galatheanthemum hadale \| \| \| \| \| \| Galatheanthemum profundale \| \| \| \| |
|                 | Galatheanthemum hadale                                                                |
|                 |                                                                                       |
|                 | Galatheanthemum profundale                                                            |
|                 |                                                                                       |